# Franco Molina

a Compétitions nationales et continentales officielles uniquement.

b Matchs officiels uniquement.
Dernière mise à jour le 16 novembre 2024.
Franco Molina, né le 28 août 1997 à Córdoba (Argentine), est un joueur international argentin de rugby à XV jouant au poste de deuxième ligne aux Exeter Chiefs depuis 2024.
Il commence sa carrière dans son club formateur, au Jockey Club, avant de rejoindre les Jaguares en 2019. Il joue ensuite avec Ceibos, Selknam et les Dogos XV en Súper Rugby Américas, avant de quitter l'Amérique du Sud pour l'Europe et rejoindre les Exeter Chiefs en 2024.

## Biographie

### Jeunesse et formation
Franco Molina est formé au Jockey Club, de sa ville natale, Córdoba,. Avec cette équipe, il remporte en 2014 le Seven del Centro del País, un tournoi de rugby à sept local. L'un de ses coéquipiers est Juan Cruz Mallía. L'année suivante, il remporte le championnat des moins de 19 ans en battant le Club La Tablada en finale.
En 2016, il est sélectionné en équipe d'Argentine des moins de 20 ans pour le Championnat du monde junior. Cette année, il participe aussi à une rencontre avec l'Argentine XV durant l'Americas Rugby Championship, durant laquelle les Argentins battent le Brésil 42 à 7.
L'année suivante, il est de nouveau retenu pour le Championnat du monde junior avec les moins de 20 ans argentins. Il prend aussi part à l'Americas Rugby Championship et à l'Americas Pacific Challenge,.
Avec son club, il participe au Nacional de Clubes B en 2017 et 2018.

### Débuts en Amérique du Sud (2019-2024)
En 2019, Franco Molina rejoint la franchise des Jaguares, et est retenu par Gonzalo Quesada pour préparer la saison 2019 de Super Rugby,. Finalement, cette année il participe à la Currie Cup First Division avec l'équipe réserve, les Jaguares XV, qui joue cette compétition pour la première fois. L'équipe argentine bat les Griffons 27 à 13 en finale et remporte cette compétition. Molina ne participe pas à cette rencontre, mais a joué quatre matchs et marqué un essai durant la saison,.
Pour l'année 2020, il rejoint Ceibos, une équipe argentine créée pour la première édition de la Súperliga Americana. Il joue son premier match avec cette équipe dès la première journée, contre les Paraguayens des Olimpia Lions. Molina ne joue finalement que deux matchs avant que la saison soit interrompue dès la deuxième journée à cause de la pandémie de Covid-19,.
À la fin de la pandémie, il participe à la saison 2021 de la Súperliga Americana avec les Jaguares XV. Après une saison invaincue, les Argentins arrivent en finale de la compétition et doivent affronter les Uruguayens de Peñarol Rugby. Molina est titulaire dans cette finale qui voit les Jaguares s'imposer 36 à 28. Ils deviennent ainsi la toute première équipe à remporter cette nouvelle compétition.
En 2022, il rejoint la franchise chilienne de Selknam pour la nouvelle saison de Súperliga Americana. Il fait ses débuts avec cette équipe face aux Colombiens des Cafeteros Pro, dans une courte victoire 20 à 19. Par la suite, les Chiliens créent la surprise et éliminent les Jaguares XV en demi-finale. Cependant, ils ne parviennent pas à battre les Uruguayens de Peñarol Rugby en finale et sont vaincus sur le score de 24 à 13. À la fin de cette saison, il est proche d'une sélection en équipe nationale et son nom est souvent évoqué à l'approche des phases internationales et de la Coupe du monde 2023,. Il est finalement retenu avec l'Argentine XV pour la tournée d'été afin d'affronter le Portugal et la Géorgie. En fin d'année, il est de nouveau appelé avec cette équipe réserve, pour jouer un match amical contre l'Uruguay. Deux semaines plus tard, il est sélectionné pour la première fois en équipe d'Argentine par Michael Cheika, afin d'intégrer le groupe argentin pour la tournée d'automne.
Après seulement un an joué au Chili, Franco Molina retourne dans son pays et rejoint les Dogos XV pour la saison 2023 de Súper Rugby Américas. Il devient par la suite le capitaine de cette équipe argentine. Cependant, avant les phases finales de la compétition, pour lesquelles les Dogos sont qualifiés, Molina est victime d'une rupture du tendon d'Achille, mettant fin à sa saison et à ses espoirs de participer au Mondial de cette année. En son absence, les Dogos atteignent la finale qu'ils perdent contre Peñarol Rugby. Malgré cette grave blessure, il fait son retour la saison suivante avec cette même équipe. Avec l'arrivée de Felipe Contepomi à la tête de l'équipe nationale argentine, Franco Molina est sélectionné avec les Pumas en début d'année 2024 pour un camp d'entraînement. Plus tard dans l'année, les Dogos éliminent le Yacare XV et retrouvent pour la deuxième année consécutive la finale du Súper Rugby Américas. Titulaire en finale contre les Pampas, Molina et son équipe l'emportent 37 à 23 et gagnent ainsi cette compétition pour la première fois de l'histoire de la franchise.

### Premières capes avec les Pumas et transfert à Exeter (depuis 2024)
À la suite de son titre en Súper Rugby Américas, Franco Molina est sélectionné en équipe d'Argentine pour la tournée estivale qui voit les Pumas défier la France et l'Uruguay. Il obtient sa première cape avec son pays lors du premier match amical face aux Français quand il entre en jeu en seconde période à la place de Matías Alemanno,. Pour le match suivant face aux Bleus, il prend la place d'Alemanno dans le XV de départ argentin et les Sud-Américains s'imposent 33-25,. Ensuite, il est convoqué pour le Rugby Championship 2024. Il est titularisé pour la première rencontre du tournoi face à la Nouvelle-Zélande et marque un essai permettant la victoire des siens sur le score de 38 à 30. Il s'agit de la troisième victoire dans l'histoire de l'Argentine face aux All Blacks. Il joue par la suite tous les autres matchs de cette compétition, dont la victoire 29-28 contre l'Afrique du Sud, durant laquelle il est titulaire,.
En début de saison 2024-2025, il est ensuite recruté par les Exeter Chiefs afin de remplacer Dafydd Jenkins, qui doit subir une opération du genou et de l'épaule. Il fait ses débuts en Angleterre lors de la quatrième journée de Championnat contre les Bristol Bears. Quelque temps après son arrivée, il est rappelé en sélection nationale pour la tournée d'automne où l'Argentine doit affronter l'Italie, l'Irlande et la France. Plus tard dans la saison, il perd la finale de la Coupe d'Angleterre, battu 48 à 14 par Bath Rugby.

## Palmarès

### En club
- Jaguares XV
  - Vainqueur de la Currie Cup First Division en 2019
  - Vainqueur de la Súperliga Americana en 2021

- Selknam
  - Finaliste de la Súperliga Americana en 2022

- Dogos XV
  - Finaliste du Súper Rugby Américas en 2023
  - Vainqueur du Súper Rugby Américas en 2024
- Exeter Chiefs
  - Finaliste de la Coupe d'Angleterre en 2025

### En sélection nationale
- Argentine XV
  - Vainqueur du Americas Pacific Challenge en 2017
  - Vainqueur du Americas Rugby Championship en 2019